# Pleurothallis atroglossa
Pleurothallis atroglossa là một loài thực vật có hoa trong họ Lan. Loài này được Loefgr. miêu tả khoa học đầu tiên năm 1918.